# 特温特足球俱乐部

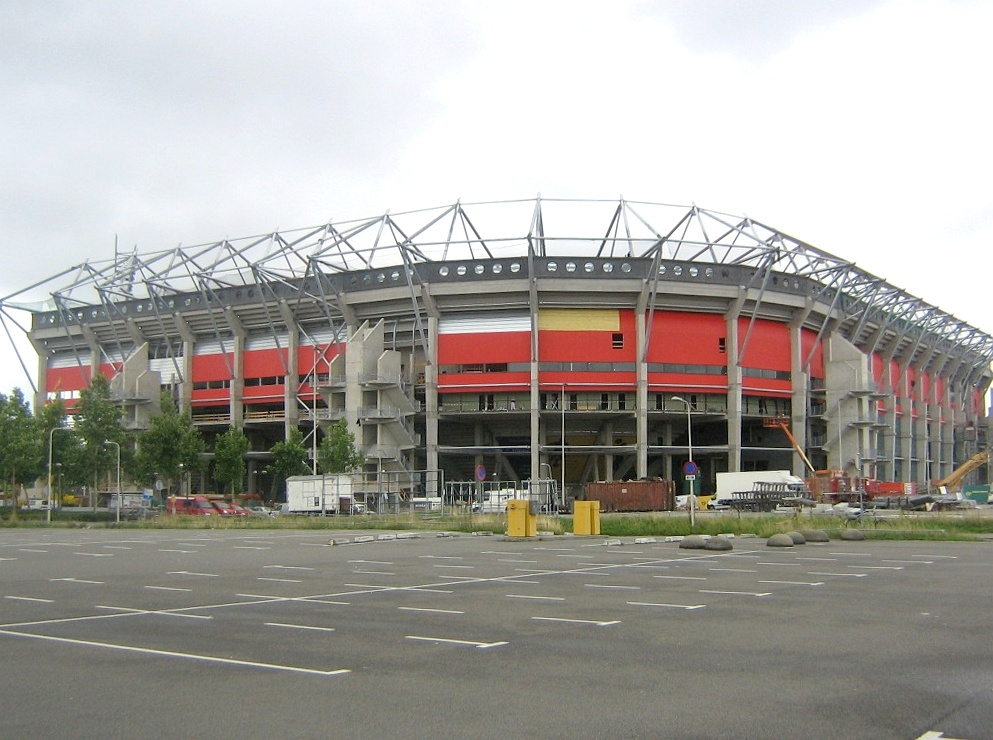
赫罗尔斯城堡球场外觀

特温特足球俱乐部（荷蘭語：Football Club Twente），是一家位於荷蘭上艾瑟尔省恩斯赫德城的足球會，位於荷蘭東部，於1965年4月14日成立，由恩斯赫德體育俱樂部（Sportclub Enschede）和恩斯赫德男生（Enschedese Boys）兩支球隊合併而成。
赫罗尔斯城堡球场是川迪的主場館，位於恩斯赫德，鄰近特文特大学，可容納30,205人。阿爾克球場在1998年5月10日舉行首場賽事，川迪當時以3-0歷史性地擊敗PSV燕豪芬。
2008年5月，联赛排名第四的特温特在附加赛中战胜联赛亚军阿贾克斯，史无前例的获得了欧洲冠军联赛参赛资格，将进入第三轮外围赛。
川迪於2009-10球季首奪荷蘭甲組足球聯賽冠軍，此前最佳成績是2003-04及2008-09、2010-11球季三次奪得亞軍。球隊還在2010年和2011年兩奪荷蘭超級杯錦標。
2016年5月中旬，儘管在2015-16球季排名13，但因財政管理不善，翌季將降落乙組作賽。川迪在2015年12月時已因隱瞞與馬爾他一間投資公司有關係，被禁止出席歐洲賽3年。

## 榮譽
- 歐洲足協盃 
  - 亞軍: 1975
- 荷蘭甲組足球聯賽 
  - 冠軍: 1926 （以SC恩斯赫德之名奪得）, 2010
  - 亞軍: 1974, 2009
- 荷蘭乙組足球聯賽 
  - 冠軍: 2019
- 荷蘭盃
  - 冠軍: 1977, 2001, 2011
  - 亞軍: 1975, 1979, 2004, 2009
- 荷蘭超級盃
  - 冠軍: 2010, 2011
  - 亞軍: 2001

## 著名球員
| - 艾捷特貝治 - 阿奴度域 - 艾舒托 - 迪阿維斯 - 巴迪西奧古 - 朗奴迪保亞 - 保亞利巴治 - 艾利亞 - 巴拉菲特 - 史葛保夫 - 保舒卡 - 保斯文 - 保斯維特 - 卡路 - 大衛卡尼 - 古連拿 - 艾亞馬迪 - 安格拿 - 加賀基迪斯 - 古積 | - 希伯治 - 賀馬 - 候斯查 - 雲拿斯素 - 祖寧 - 哥連斯約翰 - 連尼加賀夫 - 韋利加賀夫 - 基奧亞 - 迪高寧 - 利普邦倫 - 馬斯杜奴域 - 麥堅倫 - 麥基拿 - 穆倫 - 梅達 - 拿基 - 哥羅斯尼爾遜 - 尼美亞 - 尼古科 | - 紐文 - 甘菲斯 - 雲達美迪 - 奧達奧高 - 普利 - 蘭恩 - 拜仁雷斯 - 魯頓 - 文奴爾托利斯 - 舒亞美尼 - 舒利積維亞 - 施尼達斯 - 贊蘇連遜 - 法蘭泰臣 - 托利臣 - 史亞比爾杜馬 - 希斯寧基 - 維拿特 - 韋迪斯卓 - 韋基舒亞 - 蘇馬 |

## 外部連結
官方網站
- 特温特官方網站 （页面存档备份，存于）
- 荷蘭甲組聯賽官方網站 （页面存档备份，存于）

球迷網站
- FC Twente Online （页面存档备份，存于）
- Ultras Vak-P （页面存档备份，存于）
- Madness Vak-D （页面存档备份，存于）
- FCT Riessen
- Twente Fans （页面存档备份，存于）

新聞網站
- 當地報章 （页面存档备份，存于）
- （英文） 天空體育 （页面存档备份，存于）